# توماس مارتيشيوري
توماس مارتيشيوري (بالإسبانية: Tomás Marchiori)‏ هو لاعب كرة قدم أرجنتيني في مركز حراسة المرمى، ولد في 20 يونيو 1995 في Godoy Cruz, Mendoza ‏ في الأرجنتين. لعب مع خيمناسيا إسغريما دي ميندوزا.

## وصلات خارجية
- توماس مارتيشيوري على موقع قاعدة بيانات كرة القدم.إي يو (الإنجليزية)
- توماس مارتيشيوري على موقع Soccerway.com (الإنجليزية)